# 奥拉·伊斯特万
奥拉·伊斯特万（匈牙利語：Oláh István，1926年12月16日—1985年12月15日），匈牙利人民共和国军事将领，前国防部长。

## 生平
1926年生于納杜德沃爾。1945年参军，同年加入匈牙利共产党。1949毕业于布达佩斯科苏特军事学院。1964年在苏联总参军事学院进修。1966年至1973年，任匈牙利人民军作战训练部部长。1973年至1984年，任匈牙利人民共和国国防部副部长、匈牙利人民军总参谋长。1975年起为匈牙利社会主义工人党中央委员会委员。1973年任中将，1980年晋升上将。1984年12月，出任国防部长。1985年9月27日晋升大将。
1985年12月15日清晨因心力衰竭突然病逝。巧合的是，一天后即是他的59岁生日。
有阴谋论将他的逝世与苏联国防部长德米特里·乌斯季诺夫（1984年12月20日，76岁），捷克斯洛伐克国防部长马丁·祖尔（1985年1月15日，65岁），东德国防部长海因茨·霍夫曼（1985年12月2日，75岁）的逝世联系起来，他们四人都曾在一起参加过会议，并且因“相同的病因”逝世。